# Cratoxylum
Cratoxylum es un género  de plantas fanerógamas perteneciente a la familia Hypericaceae. Es originario del sudeste de Asia. Comprende 39 especies descritas y de estas, solo 6 aceptadas.

## Taxonomía
El género fue descrito por Carl Ludwig Blume y publicado en Verhandelingen van het Bataviaasch Genootschap van Kunsten en Wetenschappen 9: 172, 174. 1823. La especie tipo es: Cratoxylum hornschuchii Blume.

## Especies aceptadas
A continuación se brinda un listado de las especies del género Cratoxylum aceptadas hasta septiembre de 2014, ordenadas alfabéticamente. Para cada una se indica el nombre binomial seguido del autor, abreviado según las convenciones y usos.
- Cratoxylum arborescens (Vahl) Blume
- Cratoxylum cochinchinense (Lour.) Blume
- Cratoxylum formosum (Jacq.) Benth. & Hook.f. ex Dyer
- Cratoxylum glaucum Korth.
- Cratoxylum maingayi Dyer
- Cratoxylum sumatranum (Jack) Blume - marón de Java[4]